# Cupra Terramar
Cupra Terramar — компактный кроссовер, представленный компанией SEAT в 2024 году.

## Описание
Cupra Terramar является преемником Cupra Ateca. Его длина составляет 4,519мм.
Terramar базируется на платформе MQB-Evo, на которой базируется обновленный Volkswagen Tiguan 2024 и Skoda Kodiaq 2024. Он является гибридным автомобилем с запасом хода до 100 км на электротяге. Terramar является последним автомобилем Cupra с ДВС.
Название Terramar автомобиль получил в честь испанского прибрежного города недалеко от Барселоны, где в 1923 году был построен автодром Ситжес-Террамар. Terramar выпускается наряду с Audi Q3.